# Nujum Pak Belalang
Pour plus de détails, voir Fiche technique et Distribution.
Nujum Pak Belalang est un film singapourien réalisé et interprété par P. Ramlee, sorti le 26 décembre 1959. Il est basé sur des contes folkloriques malais.

## Synopsis
Pak Belalang (Mr Sauterelle) est l'homme le plus paresseux du village de Pohon Beringin. Il a un fils nommé Belalan (Sauterelle). 
Tout commence lorsque Belalang réussit à tromper deux voleurs, Badan (Corps) et Nyawa (Âme), qui viennent de voler deux vaches et deux chèvres. Ne connaissant pas qui sont les propriétaires légitimes, Belalang demande à son père de se faire passer pour un astrologue. Lorsque le propriétaire légitime se plaint au chef du village, Belalang leur conseille de demander de l'aide de son père. Naturellement, Belalang et son père connaissaient l'emplacement exact des animaux disparus. Bientôt, les villageois le reconnaisse comme un grand astrologue. Lorsque le trésor du sultan Shahrul Nizam est volé par les mêmes voleurs, le chef du village demande au sultan de consulter Pak Belalan, sans savoir que celui-ci est un imposteur.
Pak Belalan panique et se cache dans une grotte. Par chance, il réussit à retrouver le trésor caché. Le sultan, fou de joie, le nomme astrologue royal.
Plus tard, le sultan Baginda Masai approche le Sultan Shahrul Nizam et ses ministres et lui lance un pari: le perdant perdra son royaume. 4 énigmes sont posées au Sultan Shahrul Nizam, il doit les résoudre après 3 jours et 3 nuits. Pak Belalang a la lourde tâche de résoudre les énigmes.

## Fiche technique
- Réalisation : P. Ramlee
- Scénario : P. Ramlee (histoire et scénario), S. Sudarmaji (script)
- Photo : A. Bakar Ali
- Son : Kamal Mustafa
- Montage : HR Narayana
- Musique : P. Ramlee
- Lyrics : S. Sudarmaji
- Distribution :  Shaw Brothers Ltd.
- Pays d’origine : Singapour
- Langue : malais
- Format : Noir et blanc
- Date de sortie : 1959

## Distribution
- P. Ramlee : Pak Belalang
- Bad Latiff : Belalang
- Hashimah Yon : Tuan Puteri Sri Buju Sirih
- Ahmad Nisfu : Sultan Shahrul Nizam
- Aziz Sattar : Badan (traduction littérale: Corps)
- S. Shamsuddin : Nyawa (traduction littérale: Âme)
- Sa'amah : Permaisuri
- Shariff Dol : Sultan Negeri Masai
- Kemat Bin Hassan : Perdana Menteri Negeri Beringin Rendang
- Udo Omar : Ahli Nujum Negeri Masai
- M. Babjan : Perdana Menteri Negeri Masai
- Malik Sutan Muda : Penghulu

## Récompense
- Meilleure comédie au 7e Festival du film asiatique de Tokyo